# Claus Döring
Claus Döring (* 6. Mai 1958) ist ein deutscher Journalist. Er ist Chefredakteur der Börsen-Zeitung.

## Leben
Claus Döring studierte von 1978 bis 1983 Volkswirtschaftslehre und Politikwissenschaft an der Friedrich-Alexander-Universität Erlangen-Nürnberg (Diplom-Volkswirt). 1983 war er Volontär bei der Tageszeitung Die Rheinpfalz, danach wurde er Wirtschaftsredakteur. 1988 wechselte er zur Börsen-Zeitung und wurde dort 1990 Leiter des Ressorts „Unternehmen“. 1998 kam er in die Chefredaktion, von 2000 bis 2021 war er Chefredakteur. Er ist Kuratoriumsmitglied der Gesellschaft für Kapitalmarktforschung in Frankfurt am Main.

## Auszeichnung
- 2013: Hans-Möller-Medaille, Münchner Volkswirte Alumni-Club[2]
- 2015: Ludwig-Erhard-Preis für Wirtschaftspublizistik

## Schriften (Auswahl)
- mit Ernst Padberg (Hrsg.): Lesen mit Gewinn: 50 Jahre Börsen-Zeitung. Verlag Börsen-Zeitung, Frankfurt am Main 2002, ISBN 3-921696-73-9.